# Клевіль (Cleuville)
Клеві́ль (фр. Cleuville) — муніципалітет у Франції, у регіоні Нормандія, департамент Приморська Сена. Населення — 187 осіб (01.01.2021).
Муніципалітет розташований на відстані близько 160 км на північний захід від Парижа, 45 км на північний захід від Руана.

## Назва
У департаменті Приморська Сена є два муніципалітети, назви яких передаються українською як Клевіль: Cleuville (вимова \klø.vil\) та Cléville (вимова \kle.vil\). Обидва муніципалітети знаходяться в окрузі Авр, кантоні Сен-Валері-ан-Ко та входять до об'єднання муніципалітетів Кер-де-Ко (фр. Cœur de Caux). З огляду на неможливість розрізнити ці муніципалітети інакше в українській Вікіпедії як уточнення використані оригінальні назви.

## Історія
До 2015 року муніципалітет перебував у складі регіону Верхня Нормандія. Від 1 січня 2016 року належить до нового об'єднаного регіону Нормандія.

## Демографія
Динаміка населення (INSEE ):
Розподіл населення за віком та статтю (2006):
| Стать | Всього | До 15 років | 15-24 | 25-44 | 45-64 | 65-85 | Понад 85 |
| --- | ------ | ----------- | ----- | ----- | ----- | ----- | -------- |
| Чоловіки | 66     | 12          | 4     | 26    | 16    | 8     | 0        |
| Жінки | 85     | 27          | 11    | 23    | 20    | 4     | 0        |
| \| Статево-вікова піраміда \| Статево-вікова піраміда \| Статево-вікова піраміда \| \| ----------------------- \| ----------------------- \| ----------------------- \| \| Чоловіки \| Вік \| Жінки \| \| 0 \| 85 + \| 0 \| \| 4 \| 80-84 \| 0 \| \| 0 \| 75-79 \| 0 \| \| 4 \| 70-74 \| 4 \| \| 0 \| 65-69 \| 0 \| \| 0 \| 60-64 \| 4 \| \| 4 \| 55-59 \| 0 \| \| 4 \| 50-54 \| 8 \| \| 8 \| 45-49 \| 8 \| \| 11 \| 40-44 \| 0 \| \| 11 \| 35-39 \| 8 \| \| 4 \| 30-34 \| 11 \| \| 0 \| 25-29 \| 4 \| \| 4 \| 20-24 \| 11 \| \| 0 \| 15-20 \| 0 \| \| 4 \| 10-14 \| 0 \| \| 0 \| 5-9 \| 19 \| \| 8 \| 0-4 \| 8 \| |        |             |       |       |       |       |          |
| Статево-вікова піраміда |        |             |       |       |       |       |          |
| Чоловіки | Вік    | Жінки       |       |       |       |       |          |
| 0 | 85 +   | 0           |       |       |       |       |          |
| 4 | 80-84  | 0           |       |       |       |       |          |
| 0 | 75-79  | 0           |       |       |       |       |          |
| 4 | 70-74  | 4           |       |       |       |       |          |
| 0 | 65-69  | 0           |       |       |       |       |          |
| 0 | 60-64  | 4           |       |       |       |       |          |
| 4 | 55-59  | 0           |       |       |       |       |          |
| 4 | 50-54  | 8           |       |       |       |       |          |
| 8 | 45-49  | 8           |       |       |       |       |          |
| 11 | 40-44  | 0           |       |       |       |       |          |
| 11 | 35-39  | 8           |       |       |       |       |          |
| 4 | 30-34  | 11          |       |       |       |       |          |
| 0 | 25-29  | 4           |       |       |       |       |          |
| 4 | 20-24  | 11          |       |       |       |       |          |
| 0 | 15-20  | 0           |       |       |       |       |          |
| 4 | 10-14  | 0           |       |       |       |       |          |
| 0 | 5-9    | 19          |       |       |       |       |          |
| 8 | 0-4    | 8           |       |       |       |       |          |

## Економіка
2010 року серед 107 осіб працездатного віку (15—64 років) 84 були активними, 23 — неактивними (показник активності 78,5%, у 1999 році було 61,3%). З 84 активних мешканців працювало 77 осіб (42 чоловіки та 35 жінок), безробітними було 7 (2 чоловіки та 5 жінок). Серед 23 неактивних 9 осіб було учнями чи студентами, 7 — пенсіонерами, 7 були неактивними з інших причин.